# Olga Yegorova
Olga Yegorova (Rusia, 28 de marzo de 1972) es una atleta rusa, especialista en la prueba de 1500 m, con la que ha logrado ser subcampeona mundial en 2005.

## Carrera deportiva
En el Mundial de Helsinki 2005 ganó la medalla de plata en los 1500 metros, haciendo un tiempo de 4:01.46 segundos, quedando por detrás de su compatriota la también rusa Tatyana Tomashova y por delante de la francesa Bouchra Ghezielle